# The Karelian Isthmus
The Karelian Isthmus debitantski je studijski album finskog heavy metal sastava Amorphis. Album je 1. studenog 1992. godine objavila diskografska kuća Relapse Records.

## Snimanje i objava
The Karelian Isthmus bio je snimljen u svibnju 1992. godine u studiju Sunlight Studio u Stockholmu, Švedskoj. Jukka Kolehmainen, pjevač grupe Abhorrence, pojavio se kao gostujući pjevač na bonus pjesmi "Vulgar Necrolatry", obradi Abhorrenceove pjesme.
The Karelian Isthmus su 1. studenog 1992. godine objavile diskografske kuće Relapse Records (u SAD-u), Nuclear Blast (u Europi) i Spinefarm Records (u Finskoj). Album je ponovno bio objavljen 2003. godine te se ta inačica albuma sastojala i od pjesama s EP-a Privilege of Evil.

## Glazbeni stil i tekstovi
Na The Karelian Isthmusu Amorphisov se glazbeni stil odlikuje sporim death metalom sa značajnim utjecajima doom metala. Za razliku od tipične death metal instrumentacije Amorphis se na ovom albumu koristi i akustičnim prijelazima s normalnim gitarama i akustičnim gitarama od 12 žica te atmosferičnim klavijaturističkim podlogama koje je svirao bubnjar Jan Rechberger. Pjesme su često bile opisivane kao vrlo spore te da definitivno nisu bile nadahnute američkim brutalnim i brzim stilom death metala. Album se često povezuje s melodičnim death metalom, iako na albumu nisu prisutne polifonalne gitarističke melodije tipične za taj žanr. Internetski časopis Deadtide u svojoj je recenziji izjavio: "Usred vrućine američke death [metal] eksplozije, kad je svatko bio klon Morbid Angela, Obituaryja ili Suffocationa, The Karelian Isthmus  ponudio je sporiji, jednostavniji i melodičniji zvuk".
Na demouratku Disment of Soul tekstovi pjesama uglavnom su bili vezani uz tematiku smrti, kao što je i uobičajeno za žanr death metala. The Karelian Isthmus se, međutim, tekstualno odmaknuo od ovih utjecaja. Karelijska prevlaka područje je između Sankt Petersburga i Finske koji je Finska izgubila od Sovjetskog Saveza tijekom Zimskog rata koji je trajao od 1939. do 1940. godine. Album je više povezan s keltskom poviješću nego s finskom, ali nema sofisticirani koncept kao kasniji albumi skupine.

## Popis pjesama
| 1.    | »Karelia« (instrumental)      |                | Tomi Koivusaari, Esa Holopainen          | 0:45 |
| 2.    | »The Gathering«               | Holopainen     | Koivusaari                               | 4:15 |
| 3.    | »Grail's Mysteries«           | Holopainen     | Holopainen                               | 3:04 |
| 4.    | »Warriors Trial«              | Holopainen     | Koivusaari, Holopainen                   | 5:07 |
| 5.    | »Black Embrace«               | Jan Rechberger | Koivusaari, Holopainen                   | 3:43 |
| 6.    | »Exile of the Sons of Uisliu« | Holopainen     | Holopainen                               | 3:46 |
| 7.    | »The Lost Name of God«        | Rechberger     | Holopainen, Koivusaari, Rechberger       | 5:34 |
| 8.    | »The Pilgrimage«              | Holopainen     | Koivusaari                               | 4:42 |
| 9.    | »Misery Path«                 | Holopainen     | Holopainen, Koivusaari, Rechberger       | 4:19 |
| 10.   | »Sign from the North Side«    | Holopainen     | Holopainen, Koivusaari, Olli-Pekka Laine | 4:57 |
| 40:12 |                               |                |                                          |      |

| Bonus pjesma | Bonus pjesma                             | Bonus pjesma  | Bonus pjesma | Bonus pjesma | Bonus pjesma | Bonus pjesma | Bonus pjesma | Bonus pjesma | Bonus pjesma |
| Br.          | Skladba                                  | Tekstopisac   | Skladatelj   | Trajanje     |              |              |              |              |              |
| ------------ | ---------------------------------------- | ------------- | ------------ | ------------ | ------------ | ------------ | ------------ | ------------ | ------------ |
| 11.          | »Vulgar Necrolatry« (obrada Abhorrencea) | Jussi Ahlroth | Koivusaari   | 4:22         |              |              |              |              |              |
| 44:34        |                                          |               |              |              |              |              |              |              |              |

| Bonus pjesme s remasterirane inačice iz 2003. | Bonus pjesme s remasterirane inačice iz 2003. | Bonus pjesme s remasterirane inačice iz 2003. | Bonus pjesme s remasterirane inačice iz 2003. | Bonus pjesme s remasterirane inačice iz 2003. | Bonus pjesme s remasterirane inačice iz 2003. | Bonus pjesme s remasterirane inačice iz 2003. | Bonus pjesme s remasterirane inačice iz 2003. | Bonus pjesme s remasterirane inačice iz 2003. | Bonus pjesme s remasterirane inačice iz 2003. |
| Br.                                           | Skladba                                       | Trajanje                                      |                                               |                                               |                                               |                                               |                                               |                                               |                                               |
| --------------------------------------------- | --------------------------------------------- | --------------------------------------------- | --------------------------------------------- | --------------------------------------------- | --------------------------------------------- | --------------------------------------------- | --------------------------------------------- | --------------------------------------------- | --------------------------------------------- |
| 11.                                           | »Vulgar Necrolatry« (obrada Abhorrencea)      | 4:21                                          |                                               |                                               |                                               |                                               |                                               |                                               |                                               |
| 12.                                           | »Pilgrimage from Darkness«                    | 4:32                                          |                                               |                                               |                                               |                                               |                                               |                                               |                                               |
| 13.                                           | »Black Embrace«                               | 3:25                                          |                                               |                                               |                                               |                                               |                                               |                                               |                                               |
| 14.                                           | »Privilege of Evil«                           | 3:51                                          |                                               |                                               |                                               |                                               |                                               |                                               |                                               |
| 15.                                           | »Misery Path«                                 | 4:17                                          |                                               |                                               |                                               |                                               |                                               |                                               |                                               |
| 16.                                           | »Vulgar Necrolatry« (obrada Abhorrencea)      | 3:58                                          |                                               |                                               |                                               |                                               |                                               |                                               |                                               |
| 17.                                           | »Excursing from Existence«                    | 3:07                                          |                                               |                                               |                                               |                                               |                                               |                                               |                                               |
| 67:45                                         |                                               |                                               |                                               |                                               |                                               |                                               |                                               |                                               |                                               |

## Recenzije
Jason Anderson, glazbeni kritičar sa stranice AllMusic, dodijelio je albumu četiri zvjezdice od pet te je izjavio: "Ono što je najimpresivnije jest visoki dinamički standard koji je grupa ostvarila tako rano u svojoj karijeri snimanja. Razlog tome uglavnom su žestoki i vrlo originalni rifovi. "Black Embrace" i "The Lost Name of God" sadrže neke od najučinkovitijih i čak iznenađujuće jednostavnih gitarističkih dionica koje bi se mogle zamisliti. Ove bi skladbe i izvedbe same po sebi bile dovoljne da bi se dozvolila jaka preporuka, ali The Karelian Isthmus puno je više od nekolicine lijepih gitarističkih fraza. Hrapavi vokali i čvrsta bubnjarska izvedba također zarađuju Amorphisu visoke death metal/grindcore ocjene. Nužno potreban album obožavateljima ranog, melodičnog death metal doba ovog sastava, The Karelian Isthmus nalazi se među Amorphisovim najboljim izdanjima."

## Zasluge
| Amorphis - Tomi Koivusaari – vokali, električna gitara, akustična gitara - Esa Holopainen – električna gitara, akustična gitara s 12 žica - Olli-Pekka Laine – bas-gitara - Jan Rechberger – bubnjevi, klavijature | Ostalo osoblje - Miran Kim – naslovnica - Tomas Skogsberg – produkcija, inženjer zvuka - William J. Yurkiewicz Jr. – izvršna produkcija - Matthew F. Jacobson – izvršna produkcija - Dave Shirk – mastering |